# Compuerta 29
Compuerta 29 är en ort i Mexiko.   Den ligger i kommunen Mexicali och delstaten Baja California, i den nordvästra delen av landet, 2 100 km nordväst om huvudstaden Mexico City. Compuerta 29 ligger 15 meter över havet och antalet invånare är 240.
Terrängen runt Compuerta 29 är mycket platt. Runt Compuerta 29 är det ganska tätbefolkat, med 58 invånare per kvadratkilometer. Närmaste större samhälle är Guadalupe Victoria, 7,7 km söder om Compuerta 29. Trakten runt Compuerta 29 består till största delen av jordbruksmark.